# Aranykakukk
Az aranykakukk (Chrysococcyx cupreus) a madarak osztályának kakukkalakúak (Cuculiformes) rendjébe, ezen belül a kakukkfélék (Cuculidae) családjába tartozó faj.

## Rendszerezése
A fajt George Shaw angol zoológus írta le 1792-ben, a Cuculus nembe Cuculus cupreus néven.

## Előfordulása
Angola, Bissau-Guinea, Botswana, Burundi, a Dél-afrikai Köztársaság, Dél-Szudán, Elefántcsontpart, Egyenlítői-Guinea, Eritrea, Etiópia, Gabon, Ghána, Guinea, Kamerun, Kenya, a Közép-afrikai Köztársaság, a Kongói Köztársaság, a Kongói Demokratikus Köztársaság, Libéria, Malawi, Mali, Mozambik, Namíbia, Nigéria, Ruanda, São Tomé és Príncipe, Sierra Leone, Szudán, Szváziföld, Tanzánia, Togo, Uganda, Zambia és Zimbabwe területén honos. Csavargásai során eljut Gambiába és Szenegálba is.
A természetes élőhelye szubtrópusi és trópusi síkvidéki esőerdők, szavannák és cserjések. Vonuló faj.

## Megjelenése
Testhossza 20 centiméter, testtömege 38 gramm. A nemek tollazata különbözik.
|  |  |

## Életmódja
Rovarokkal, főleg hernyókkal táplálkozik.

## Természetvédelmi helyzete
Az elterjedési területe rendkívül nagy, egyedszáma pedig stabil. A Természetvédelmi Világszövetség Vörös listáján nem fenyegetett fajként szerepel.

## Külső hivatkozások
- Képek az interneten a fajról
- Internet Bird Collection - videók a fajról
- Xeno-canto.org - a faj hangja és elterjedési területe